# Congrès national du peuple (Maldives)
Pour les articles homonymes, voir Congrès national du peuple.
Le Congrès national du peuple est un parti politique maldivien fondé en 2019 par Abdulla Yameen.

## Historique
Le président élu Mohamed Muizzu prend le contrôle du Congrès national du peuple (PNC) dont il devient le président le 5 octobre 2023 avant de rompre avec le PPM. Ce dernier s'éloigne lui même de Yameen,, Après avoir décidé de ne pas assister à l'investiture de Muizzu, et que ses partians aient appelé à la démission du nouveau président, Yameen annonce quitter le parti le 23 novembre. Il fonde le Front national du peuple (PNF), enregistré au nom de son fils Zain Abdulla Yameen du fait de son inéligibilité,. Le 26 novembre, le PPM décide de participer aux législatives en coalition avec le PNC.
Le 29 décembre, treize députés du MDP adhèrent au PNC.

## Résultats électoraux

### Élections présidentielles
| Année | Candidat       | 1er tour | 1er tour | 1er tour | 2d tour | 2d tour | 2d tour |
| Année | Candidat       | Voix     | %        | Rang     | Voix    | %       | Rang    |
| ----- | -------------- | -------- | -------- | -------- | ------- | ------- | ------- |
| 2023  | Mohamed Muizzu | 101 635  | 46,06 %  | 1er      | 129 159 | 54,04 % | Élu     |

### Élections législatives
| Année | Voix    | %     | Sièges  | Gouvernement                               |
| ----- | ------- | ----- | ------- | ------------------------------------------ |
| 2019  | 13 931  | 6,63  | 3 / 87  | Opposition (2019-2023), Muizzu (2023-2024) |
| 2024  | 101 120 | 48,06 | 66 / 93 | Muizzu                                     |